# Alfred Patzak
Alfred Patzak (* 21. Oktober 1931 in Littitsch; † 26. Juli 2012 in Berlin) war ein deutscher Diplomat. Er war Botschafter der Deutschen Demokratischen Republik in Uruguay.

## Leben
Alfred Patzak wurde nach Beendigung der Mittelschule und dem Besuch einer landwirtschaftlichen Fachschule Diplom-Landwirt. Sein Abitur erwarb er an einer  Arbeiter-und-Bauern-Fakultät. 1954 begann er ein Studium am Institut für Internationale Beziehungen der Deutschen Akademie für Staats- und Rechtswissenschaft, das er 1957 als Diplom-Staatswissenschaftler abschloss. Von 1967 bis 1969 absolvierte er ein Abendstudium für Ökonomie an der Humboldt-Universität zu Berlin.
Seit 1957 arbeitete Patzak im Ministerium für Auswärtige Angelegenheiten der DDR (MfAA). 1958 bis 1959 war er Attaché an der Botschaft in Polen und danach bis 1960 Mitarbeiter im Sektor Polen der 2. Europäischen Abteilung (Benachbarte Länder) und dann in der 5. Europäischen Abteilung (Westeuropa). Von 1962 bis 1965 arbeitete er als 3. Sekretär an der Botschaft in Kuba und wurde danach bis 1969 kommissarischer Sektorleiter für die Länder im südlichen Lateinamerika in der 6. Außereuropäischen Abteilung (Lateinamerika). In den Jahren von 1969 bis 1972 war er als Handelsrat Stellvertreter des Leiters der Handelsvertretung in Mexiko. Ab 1973 arbeitete er als Stellvertreter des Abteilungsleiters der Abteilung Lateinamerika, wurde 1975 Geschäftsträger der Botschaft in Uruguay und nach seiner Rückkehr 1978 bis 1985 Sektorleiter für die südlichen Staaten des Kontinents in der Abteilung Lateinamerika. Von 1986 bis 1990 war er Botschafter der DDR in Uruguay.
Alfred Patzak war Mitglied der SED.